# När jag den törnekrona
När jag den törnekrona är en psalm med text skriven 1762 av Philipp Friedrich Hiller. Översatt till svenska 1874 av Severin Cavallin. Bearbetad 1983 av Göran Bexell. Musiken är skriven av Hans Leo Hassler.

## Publicerad som
- Nr 454 i Den svenska psalmboken 1986 under rubriken "Fastan".